# Glacera Trift

Glacera Trift since 1864

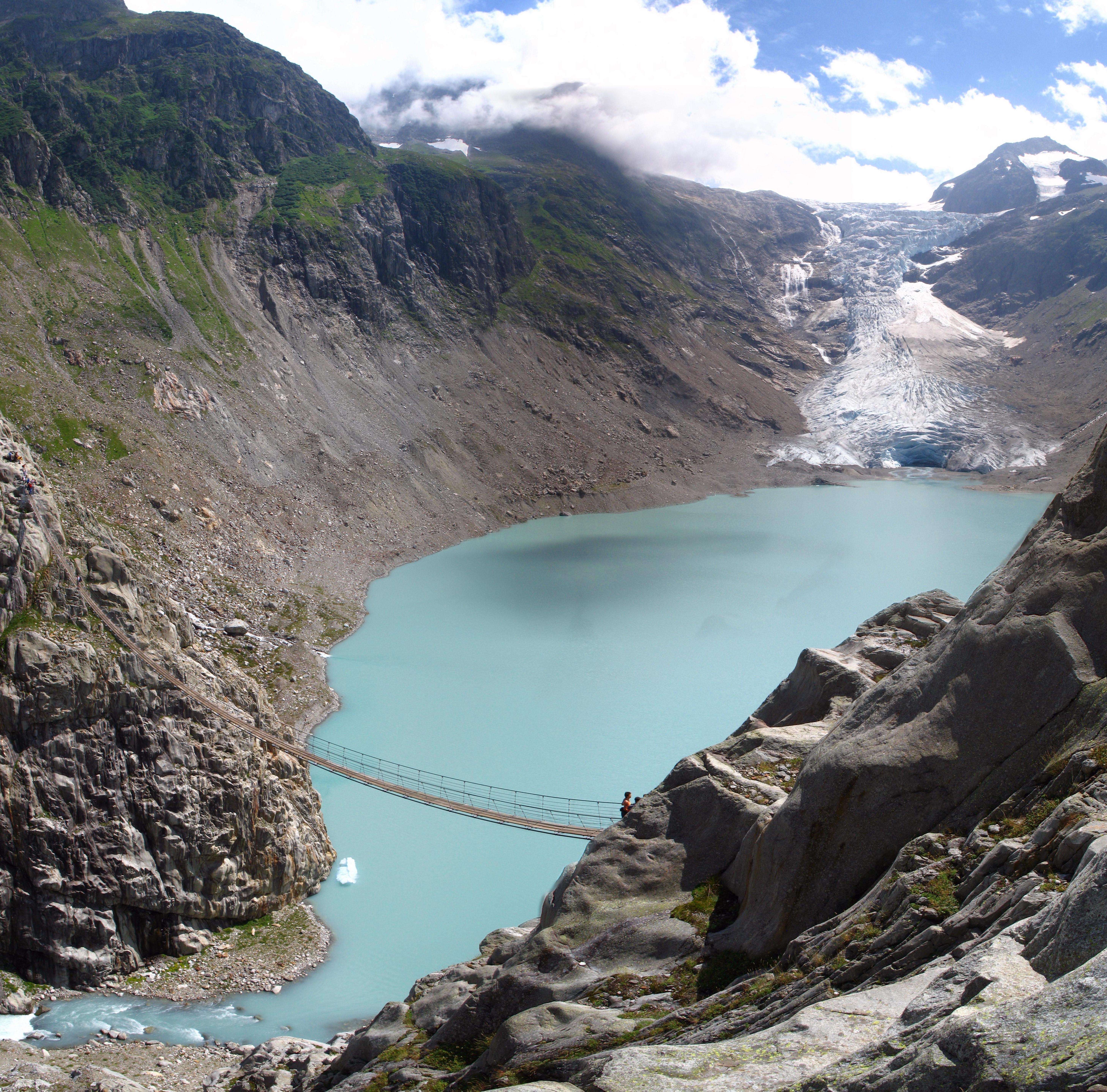
Mirant el pont i glacera Trift

La glacera Trift (Triftgletscher en alemany) es troba a l'extremitat oriental del Cantó de Berna a Suïssa. Mesura sis quilòmetres de llarg i la seva amplada arriba a tres quilòmetres a la seva part superior, i 500 metres a prop de la llengua glacial. En total, la glacera cobreix una superfície d'aproximadament 15 km².

## Geografia

### Característiques físiques
La glacera de Trift surt de diverses geleres situades a 3.000 metres d'altitud enganxades a la cara nord del massís en la confluència dels Alps Bernesos i els Alps uranesos. Aquest massís també és a l'origen de la glacera del Roine que es dirigeix cap al sud mentre la glacera de Trift agafa una vall oposada remuntant cap al nord.
Les dues glaceres són connectades per una estreta banda de gel: l'Undri Triftlimi (3.081 m). Al sud de la glacera de Trift, el Tieralplistock (3.383 m) proporciona una gran part del gel. Més al nord-est, el Wysse Nollen (3.398 m) i la cresta dels Winterberg amb la Hinter Tierberg (3.443 m) i el Maasplanggstock (3.353 m) protegeixen les altres geleres que alimenten la glacera. A la zona d'acumulació, sobre l'eix nord-est, la glacera té una amplada de més de tres quilòmetres del Diechterhorn (3.389 m) fins als Winterberg.
A l'est, un circ natural recobert de gel i obert cap al nord-oest, el Triftsack (aproximadament 3.000 metres) recupera la neu i el gel que baixa dels Winterberg i del Wysse Nollen. Aquest circ és envoltat de parets rocoses de més de tres-cents metres d'alt. La part de la glacera que emergeix del Triftsack comença a continuació un descens abrupte del 60 % abans d'arribar quatre-cents metres més avall. S'uneix a aproximadament 2.600 metres amb el gel que ve del nord i del nord-oest.
La glacera aborda un forrellat rocós que limita la seva amplada a la part mitjana i inferior. Moltes agulles i esquerdes es formen en aquest lloc anomenat Obre Absturz. Un petit llac es troba una mica més a l'est de l' Absturz, a una altitud de 2.419 m. La cabana de Trift (SAC) ha estat construïda una mica més amunt, a 2.520 m.
La llengua desemboca a una altitud d'aproximadament 1.660 metres (any 2004) sobre un llac glacial. Aquest és l'origen del Triftwasser, un torrent que agafa la Gadmerwasser abans de desembocar a l'Aar a prop de Innertkirchen.

### Evolució
En la Petita Edat de Gel, la glacera Trift baixava aproximadament dos quilòmetres més a la vall fins a una altitud de 1.400 metres. Des de 1995, la longitud de la glacera ha disminuït gairebé 800 metres El llac actualment present al peu de la glacera no va aparèixer fins a l'any 1998 i va impedir l'accés a la cabana de Trift. Abans només s'hi podia accedir caminant sobre la glacera. Quedava reservada als senderistes i alpinistes experimentats. Per reobrir el sender, es va construir un pont suspès a 70 metres a sobre del torrent. Es tracta del pont suspès de cordes més alt i més llarg d'Europa
El 10 de setembre de 2017 al matí, la glacera Trift coneix el seu més gran esfondrament. En efecte, la seva llengua es deslliga i més de 200.000 m3 de gel cauen riu avall. Els habitants han de ser desallotjats, sense víctimes. Els senders de caminada estan tancats, ara toca als investigadors d'avaluar la perillositat i el risc de recaiguda de la glacera.